# Зашто нису питали Еванса?
Зашто нису питали Еванса? (издат 1934) је криминалистички роман Агате Кристи први пут објављен у Великој Британији од стране издавачке куће "Collins Crime Club" у септембру 1934. и у Сједињеним Државама од стране издавачке куће "Dodd, Mead and Company" 1935. под насловом Бумеранг траг. Издање у Великој Британији коштало је седам шилинга и шест пенија, а издање у САД 2 долара.
Радња романа смештена је у Велс и Хампшир. Боби Џонс проналази човека који умире на тамошњем терену за голф. Слика коју је видео у џепу мушкарца је замењена, а полиција тражи његов идентитет. Боби и његова другарица леди Франсис Дервент крећу у пустоловину док решавају загонетку човекових последњих речи: „Зашто нису питали Еванса?“
Роман је при првом објављивању хваљен као „прича која голица и мучи“ и да ће се читаоцу сигурно допасти детективи почетници и да ће му се опростити одсуство Поароа. Роман има живахно приповедање, пуно акције, а двоје детектива почетника „мешају чари и неодговорност са оштроумношћу и срећом“. Роберт Барнард који је писао 1990. године назвао је роман „Живахним“, али га је упоредио са романом Подла тела Евелин Во и сматрао да су детективи превише почетници.

## Радња
Боби Џонс игра голф са др. Томасом у велшком приморском граду Марчболту. Тражећи лоптицу за голф која му је одлетела преко ивице литице, он је угледао човека како лежи на стенама испод. Лекар каже да је мушкарац смртно повређен и тражи помоћ. Боби остаје са човеком који се накратко освестио и рекао „Зашто нису питали Еванса?“, а затим умро. Боби проналази слику прелепе жене у џепу покојниковог капута, али нема исправе. Роџер Базингтон-френч, странац који носи плус четворке, понудио је да остане са телом како би Боби могао да свира оргуље у цркви свог оца.
У истрази је покојника препознала његова сестра Амелија Кејман као Алекса Причарда. За њу се каже да је жена са слике. Боби се пита како је тако лепа девојка могла да постане тако ружна старија жена. Након истраге, госпођа Кејман и њен муж желе да знају да ли је Причард нешто рекао на самрти. Боби каже да није. Касније, када је разговарао са својом другарицом леди Франсис "Франки" Дервент, Боби се сетио да Причард јесте рекао нешто на самрти па је писао Кејмановима.
Боби прима и одбија неочекивану понуду за посао од предузећа у Буенос Ајресу. Убрзо након тога Боби је замало умро пошто је попио отровану флашу пива. Месна полиција то не истражује. Френки мисли да је Боби на мети убиства. Боби се слаже када види издање месних новина са сликом коришћеном за проналажење Причардове сестре. Боби види да то није она коју је нашао у џепу мртваца. Он и Франки схватају да је Базингтон-френч заменио слике и да госпођа Кејман уопште није у роду са покојником. Боби и Франки траже Базингтон-френча. Прате га до Меровејског трга у Хампширу у власништву Роџеровог брата и снаје Хенрија и Силвије. Они су инсценирали саобраћајну несрећу испред куће уз помоћ пријатеља лекара да би Франки, глумећи повреду, била позвана да остане код њих да се опорави. Франки открива новински исечак о тајанственом покојнику. Силвија напомиње да он личи на Алана Карстерса, путнка и ловца на крупну дивљач који је био пријатељ Џона Севиџа, милионера који се убио пошто је сазнао да има рак.
Франки упознаје двоје суседа Базингтон-френчових - др. Николсона и његову младу супругу Мојру. Др. Николсон води месни санаторијум. Франки позива Бобија да истражи установу. На терену ноћу, Боби наилази на девојку која каже да се плаши за свој живот. Она је била на изворној слици коју је Боби пронашао у џепу покојника. Неколико дана касније, Мојра Николсон се појављује у месној гостионици где је Боби одсео прерушен у Франкиног возача. Она каже да њен муж покушава да је убије и да је познавала Алана Карстерса пре брака са лекаром. Боби је упознаје са Франки. Мојра предлаже да питају Роџера да ли је узео слику са тела покојника. Роџер признаје да је узео слику јер је препознао Мојру и хтео да избегне бруку за њу. Франки одлази пошто је Хенри пронађен мртав у својој кући, а све изгледа да се убио.
Како ју је занимала опорука покојног Џона Севиџа, Франки се посаветовала са заступником своје породице у Лондону и сазнала да се Карстерс такође саветовао са њим. Севиџ је боравио код брачног пара Темплтон када се уверио да има рак, иако му је један специјалиста рекао да је здрав к'о дрен. Кад се убио, опоруком је оставио седам стотина хиљада фунти Темплтоновима који су очигледно тада напустили Енглеску. Карстерс им је био на трагу када је убијен. Боби је отет, а Франки је Роџер намамио у исту одвојену колибу. Они успевају да му скрену пажњу благовременим доласком Баџера Бидона и проналазе дрогирану Мојру у кући. Када је полиција стигла, Роџер је побегао.
Боби и Френки траже сведоке потписивања опоруке Џона Севиџа. Они су бивша куварица и вртлар брачног пара Темплтон. Господин Темплтон је такође познат као господин Лео Кејман. Кувар каже да собарица Гледис није била замољена да сведочи о опоруци која је направљена ноћ пре Севиџове смрти. Франки схвата да куварица и вртлар нису ни видели господина Севиџа пре потписивања, а собарица јесте и схватила је да је Роџер на „смртној постељи“ написао опоруку, а не господин Севиџ. Собарица се зове Гледис Еванс, отуда и разлог за Карстерово питање: "Зашто нису питали Еванса?"
Тражећи собарицу, они откривају да је она сада удата и ради као киућна помоћница у Бобијевој кући. Карстерс је покушавао да је пронађе. Кад су се вратили у Велс, пронашли су Мојру која тврди да је  Роџер прати и да је дошла код њих по помоћ. Франки се ниј преварила и осујетила је Мојин покушај да им потрује кафе. Мојра је била госпођа Темплтон и Роџерова је завереница. Мојра је затим покушала да пуца на Франки и Бобија у кафани када је разоткривена, али је савладана и ухапшена. Неколико недеља касније, Франки добија писмо од Роџера послато из Јужне Америке у којем он признаје да је убио Карстерса, свог брата и да је био саучесник у свим Мојриним ранијим злочинима. Боби и Франки схватају да су се заљубили па су се верили.

## Ликови
- Роберт "Боби" Џоунс: четврти син свештеника из Марчболта, 28 година, живи у црквеном дому
- Леди Франсис "Франки" Дервент: ћерка грофа од Маркингтона
- Др. Томас: Бобијев ортак у голфу
- Отац из Марчболта: Бобијев отац
- Алекс Причард: човек који је погинуо на литицама у близини Марчболта за кога је откривено да је Алан Карстерс, пријатељ Џона Севиџа
- Господин Лео и госпођа Амелија Кејман: наводни зет и сестра Алекса Причарда
- Баџер Бидон: Бобијев друг који муца и власник гараже у Лондону и накратко школски друг Роџера Базингтон-френча
- Џорџ Арбутнот: лекар и Франкин друг
- Хенри Базингтон-френч: богати Енглез који живи на Меровејском тргу у Хампширу и у последње време наркоман кога је убио његов брат
- Силвија Базингтон-френч: Хенријева жена американка којој се свиђа Франки
- Томас Базингтон-френч: њихов мали син
- Роџер Базингтон-френч: Хенријев брат који сплеткари и убија
- Др. Николсон: власник санаторијума у близини Меровејског трга. Канађанин
- Мојра Николсон: његова жена. Такође госпођа Темплтон
- Џон Севиџ: милионер и ловац на крупну дивљач који је остао код Темплтонових и кога је убио Роџер Базингтон-френч
- Брачни пар Темплтон: пријатељи Џона Севиџа на крају његовог живота. Господин Темплтон је Лео Кејман
- Госпођа Ривингтон: пријатељица Џона Севиџа која познаје Силвију Базингтон-френч и довела је господина Карстерса на вечеру у њен дом
- Гледис Робертс: бивша собарица брачног пара Темплтон док се презивала Еванс, а сада запослена са својим мужем код свештеника из Марцхболта
- Роуз Прат: бивша куварица брачног пара Темплтон и сведокиња последње воље „Џона Севиџа“ кога је опонашао Роџер
- Алберт Мер: бивши вртлар брачног пара Темплтон и сведок последње воље „Џона Севиџа“ кога је опонашао Роџер

## Увид у порекло наслова
У уводу књиге Агате Кристи Путник за Франкфурт ("Dodd, Mead and Company", тврди повез, 1970) она даје примере како је дошла до замисли за своје књиге. Укључено је и ово објашњење: „Идеш на чај са пријатељицом. Када стигнеш, њен брат затвара књигу коју чита – баца је у страну, каже: 'Није лоше, али зашто забога нису питали Еванса?' Тако да одмах одлучујете да ће ваша књига која ће ускоро бити написана носити наслов Зашто нису питали Еванса? Још не знате ко ће Еванс бити. Нема везе. Еванс ће доћи у догледно време – наслов је фиксан."

## Алудирања на праве људе
Име јунака романа – Боби Џоунс – исто је као и име америчког голфера који је у време објављивања био на врхунцу своје славе. Прво поглавље уводи "Бобија Џоунса" који игра голф. Када је његов ударац био разочарење, приповедање објашњава да Боби није амерички мајстор голфа.

## Пријем
Књижевни додатак Времена (27. септембар 1934) је позитивно закључио: „Госпођа Кристи описује ризике (Боби Џонс и Франки Дервент) на свој најлакши и најсимпатичнији начин, играјући се са својим ликовима као што се маче игра са клупком вуне и не намећући већи напор својим читаоцима од задовољства читањем приче која заголица и мами, али никада не исцрпљује њихово стрпљење или домишљатост."
Ајзак Андерсон из часописа Њујоршки преглед књиге (18. септембар 1935.) закључио је: „Франки и Боби нису ни приближно тако сјајни као што детективи почетници обично буду у књигама, али сигурно ћете их волети, а можда ћете чак моћи и да опростите Агати Кристи што је само овај пут изоставила Херкула Поароа."
Часопис Посматрач (16. септембар 1934.) је почео рекавши да „постоји занимљив полет у најновијем роману Агате Кристи“ и закључио да је „приповедање живахно“, а „прича пуна акције“.
Милворд Кенеди је у својој рецензији за часопис Чувар 21. септембра 1934. након суабирања утисака о заплету рекао да је „Поаро нема удела у овој књизи. Уместо тога, младић и млада жена који мешају чари и неодговорност са оштроумношћу и срећом на забаван и успешан начин покушавају да узурпирају функције полиције. Грешка коју сматрам је превелика важност среће. За зликовце је то била, на пример, јединствена срећа која им је омогућила да открију и прапознају четвртог сина опскурног свештеника који спава на усамљеном излету. За њих је била велика несрећа што је успео да асимилује шеснаести пута кобну количину морфијума. Имали су среће, опет, што су увек имали при руци само оно што је потребно да би убиство на време изгледало као нешто друго, а што се тиче Светлог младог пара – али то су недостаци који су мало уочљиви у отменој струји приповедања госпође Кристи.
Роберт Барнард је 1980. написао о књизи да је била „живахна са повременим погледима на свет подлих тела иако кратак о Воговом анархичном хумору и дуги снобизам ("Нико не гледа на возача онако како они гледају на особу")." Његова критика је била да је роман „ослабљен недостатком правог детектива: истражитељски пар су неспретни почетници са више од додира Томија и Тапенс“.

## Екранизације

### 1980
Роман Зашто нису питали Еванса? је екранизовао ЛВТ и емитовао 30. марта 1980. Пре ове продукције, било је местимично мало екранизација Кристиних дела на малом екрану јер је то био медиј који она није волела‍:347 и није била задивљена претходним напорима, посебно филмом И не оста ни један 20. августа 1949. када је неколико уочљивих грешака објављено уживо (укључујући један од „лешева“ који је устао и отишао у пуном кадру).‍:272 До 1960-их је одлучно одбијала да додели телевизијска права на своја дела.‍:347
Након Кристине смрти 1976. године, њено имање, којим је углавном управљала њена ћерка Розалинд Хикс, ублажило је ову одлуку и роман Зашто нису питали Еванса? била је прва велика продукција која је исходила. Еванс је привукао велику публику и задовољавајуће критике,‍:79 али што је још важније, показао је руководиоцима телевизије да Кристин рад може бити успешан за мали екран ако има прави буџет, звезде и пажњу за појединости – Ортаци у злочину, Госпођица Марпл са Џоан Хиксон (која је имала мању улогу у Евансу), Поаро са Дејвидом Сачетом и Марпл са Џералдин Мекјуан до њеног пензионисања, а потом и са Џулијом Макензи, сви могу да прате свој стил и успехе до ове екранизације из 1980. године.‍:77, 81
С обзиром на издашан буџет од милион фунти, што је била велика свота у то време, имао је глумачку екипу свих звезда и тромесечни распоред снимања и видео записа.‍:79 Проблеми су се појавили током штрајка ITV-а 1979. који је трајао три месеца и довео до замене производног особља када се штрајк завршио, међу којима је био и други директор. Првобитна намера је била да се тросатни филм емитује као троделна „мини серија“, али је ITV ипак одлучио да га прикаже као трочасовни специјал са максималним публицитетом, посебно за Франческу Анис у улози Франки.

#### Места снимања
Већи део филма снимљен је на местима у Кадингтону и Дугом Крендону у Бакингемширу. Хол Барн, Биконсфилд, Бакингемшир је удвостручен као вила Базингтон-френчових, а замак Ешби у Нортхамптонширу је коришћен као дом леди Дервент.

#### Разлике у односу на роман
Екранизација је била верна радњи и дијалогу књиге. Направљене су две значајне промене. Прва је препознавање у изолованој колиби да је др. Николсон прерушени Роџер Базингтон-френч. У роману, Боби је тај који препознаје превару јер се ушне шкољке човека разликују од оних код лекара којег је раније видео. У екранизацији, Франки је видела кад је једна од болесница у санаторијуму напала Николсона и лице му јако изгребала. У колиби Франки схвата да огреботина нема. Друга промена долази на крају када уместо да пише Франки из Јужне Америке, Роџер њу мами у напуштени Меровејски трг, признаје све на исти начин као у писму из књиге и каже јој да је воли и тражи од ње да крене са њим. Када је она одбила, он је закључава у собу у кући (да би је сутрадан Боби ослободио), али је није повредио пре него што је побегао у иностранство. Екранизација је први пут приказана на америчкој телевизији као део Мобилног приказивања 21. маја 1981, а представио ју је Питер Јустинов.

### 2011
Патрик Барло је лабаво прерадио Кристин роман као епизоду серије Марпл у којој насловну улогу тумачи Џулија Макензи. Госпођица Марпл се не појављује у изворном роману. Први пут је емитована у среду 15. јуна 2011. на ITV1. Међу главним променама заплета су:
- Преизме Бобијеве породице је промењено из Џоунс у Етфилд.
- Госпођица Марпл је приказана као пријатељица Бобијеве мајке (Бобијев отац се не појављује) и придружује се истрази глумећи Франкину гувернанту.
- Временско раздобље књиге је померена са почетка 1930-их на крај 1950-те како би одговарало временском оквиру који користи остатак серије.
- Изостављени су ликови Леа Кејмана, Амелије Кејман, Баџера Бидона, Хенрија Базингтон-френча, оца Џонса и др. Томаса.
- Томас Базингтон-френч је дечак у роману, а у епизоди је хладан и интровертиран пубертетлија.
- Уведени су нови ликови и подзаплети, међу којима и Силвијино двоје деце Том и Дороти Севиџ, батлер Вилсон, заповедник Питерса и Клод Еванс. Еванс, приказан као узгајивач орхидеја и пријатељ Севиџових, је убијен да би Боби, Франки и госпођица Марпл били наведени на погрешан траг.
- Силвији Базингтон-френч и Алану Карстерсу су имена промењена у Силвија Севиџ и Џон Карстерс. Силвија је постала наркоманка, а дрогом ју је снабдевао др. Николсон.
- Џон Севиџ (у овој екранизацији се зове Џек) постао је Силвијин муж који је убијен пре него што је епизода почела.
- Боби не налази тело док је играо голф него док је шетао преко литице. Њега су покушали да убију гажењем док је возио бицикл, а не отрованим пивом.
- Роџерова улога у домаћинству је промењена: уместо да је Силвијин девер, он је пијаниста у вили Севиџових, а пошто су Кејманови избрисани и нема слике коју би могао да узме са Карстерсовог тела, он није био присутан када је тело откривено.
- Побуда убистава је промењена: За Роџера и Мојру је откривено да су брат и сестра и Силвијина деца из њеног првог брака са братом Џека Севиџа Џорџом. Џек и Силвија су започели везу док су браћа живела у Кини непосредно пре почетка Другог светског рата, а Џек је убио свог брата, гласног противника Јапанаца. Како се рат интензивирао, Џек се вратио у Енглеску са Силвијом, али ју је присилио да остави децу па је Роџер смештен у сиротиште, а Мојра је, како се подразумева, коришћена као „девојка за утеху" од стране јапанске војске. Расплет је промењен. Мојра и Роџер су прекинути у покушају да убију Силвију убризгавањем отрова, али су их изненадили остали осумњичени. Током борбе која је уследила, Том је упуцао Роџера, а Вилсон је убио Мојру убризгавајући јој отров који је наменила Силвији.

Призори у вили Севиџових углавном су снимани у Лузли парку у близини Гилдфорда - величанственој кући из 16. века у Сарију која припада породици Мор-Молинук.

### 2013
Роман је екранизован као епизода француске телевизијске серије Мала убиства Агате Кристи 2013.

### 2022
У априлу 2021. објављено је да ће Хју Лори екранизовати роман за BritBox 2022. Снимање је одржано у Сарију, углавном у селима Шер и Албури, између јуна и августа 2021. и у заливу Три литице у Свонсију. Троделни серијал постао је доступан на BritBox-у 14. априла 2022.